# Rue Saint-Louis (Montréal)
La rue Saint-Louis est une voie de Montréal.

## Situation et accès
D'orientation est-ouest cette rue est située dans la partie est de l'île de Montréal et du Vieux-Montréal

## Bâtiments remarquables et lieux de mémoire
- Maison Brossard-Gauvin, construite en 1758,
- Maison Joseph-Brossard, construite en 1828.

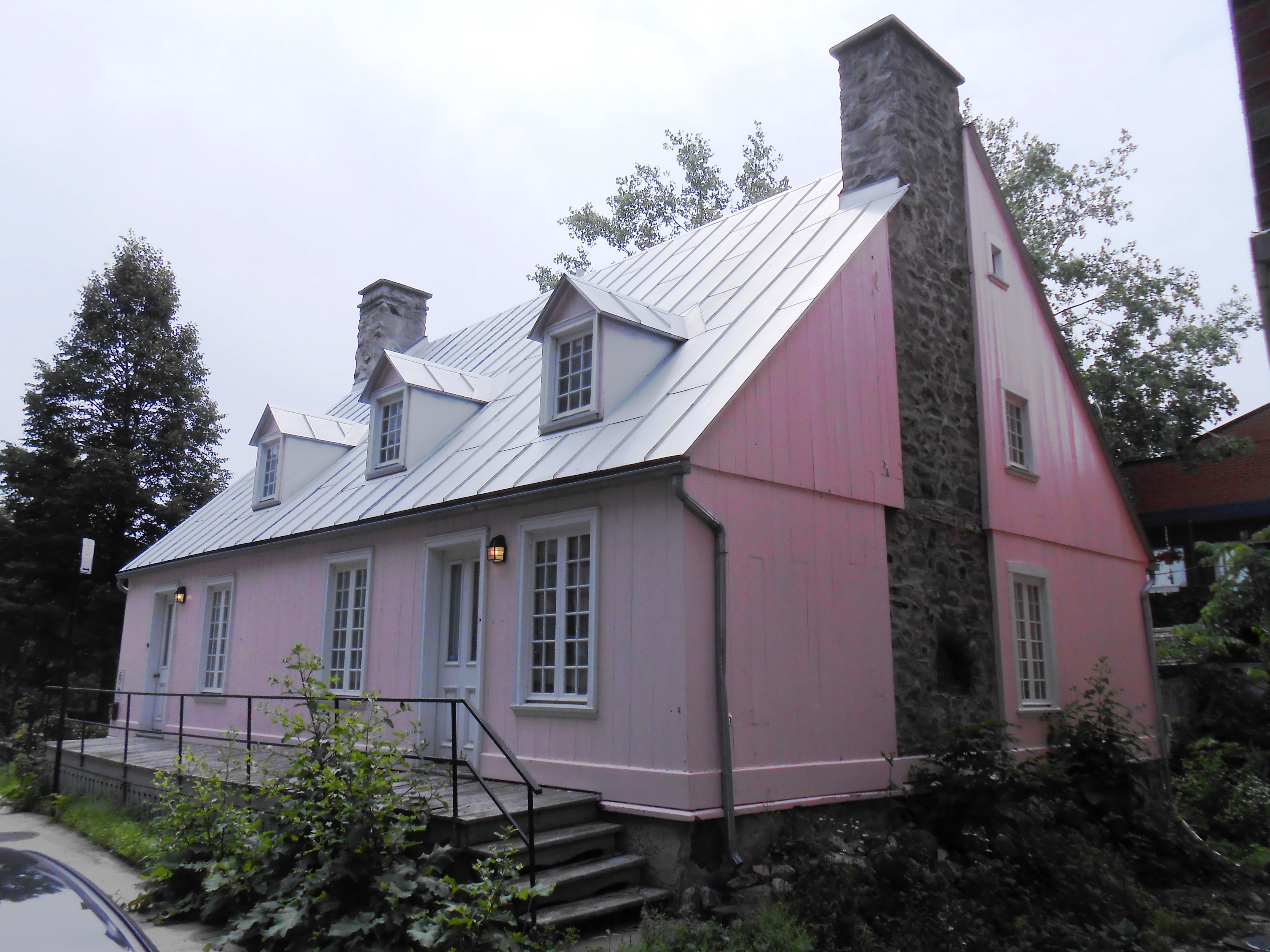
Maison Brossard-Gauvin, 433-435, rue Saint-Louis
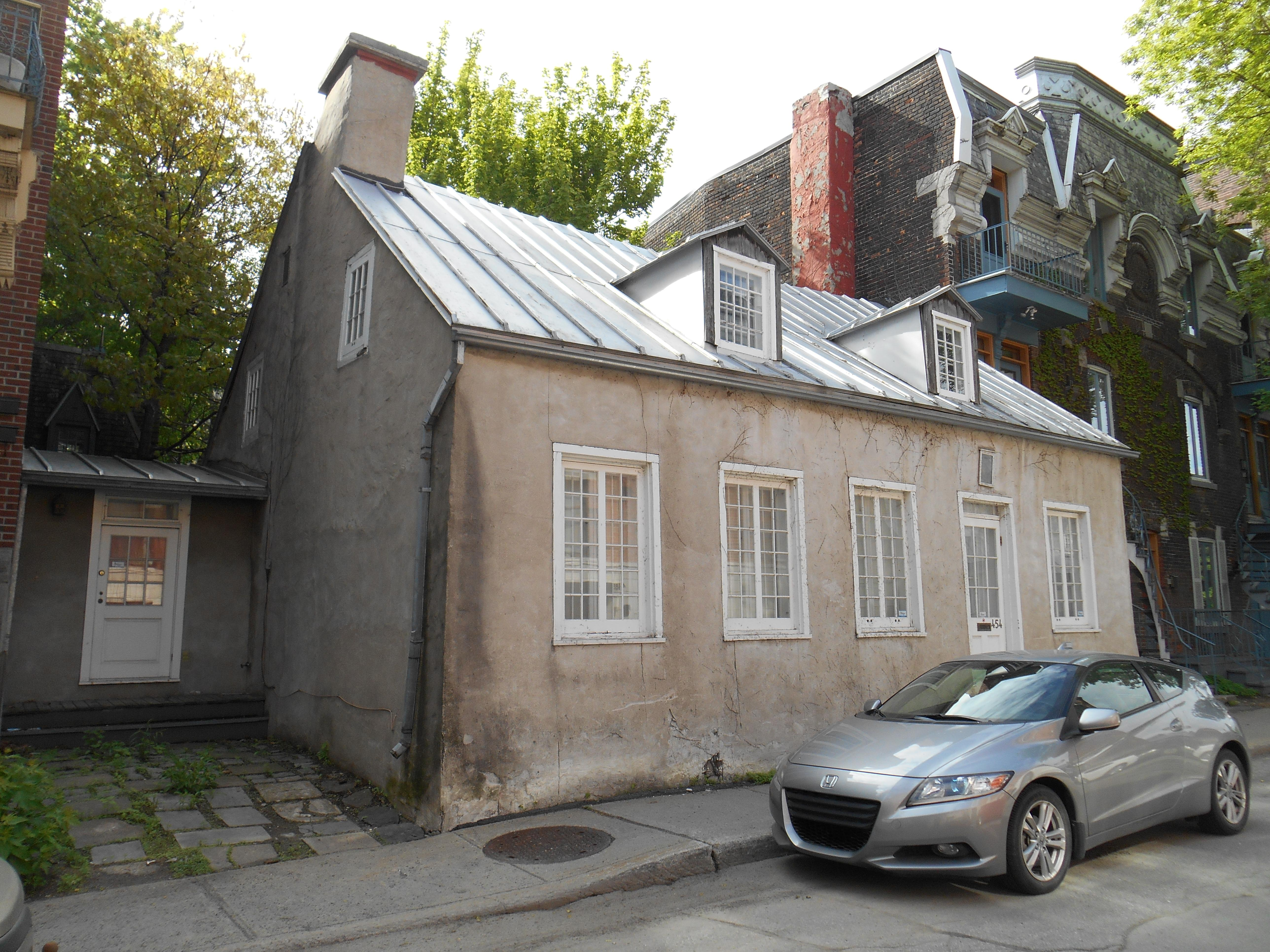
Maison Joseph-Brossard, 454, rue Saint-Louis